# Nonnos z Panopolis
Nonnos z Panopolis (gr. Νόννος) – grecki poeta żyjący na przełomie IV i V wieku. Pochodził z miasta Achmim (nazywanego po grecku Panopolis). Jego głównymi zachowanymi dziełami był poemat epicki Historia Dionizosa (Dionysiaca) składający się z 48 ksiąg, opisujący znane Nonnosowi mity na temat Dionizosa oraz Parafraza Ewangelii św. Jana. Jego uczniem był Muzajos.

## Imię poety

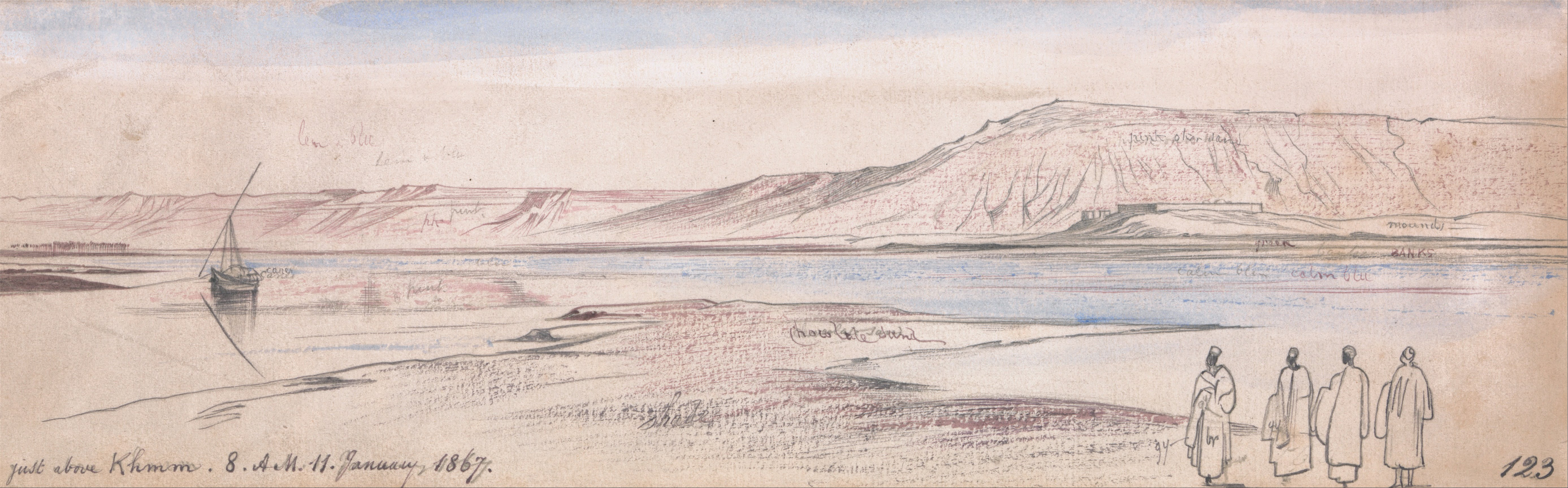
Okolice Panapolis. Rysunek Edwarda Leara. 1867.

Najstarszy zachowany rękopis głównego dzieła autora Historii Dioniziosa, z 1280 roku, od którego pochodzą wszystkie inne kodeksy, jest bezimienny. Dopiero Angelo Poliziano w XVI wieku na podstawie pewnej wzmianki u Agatiasza Scholastyka, domyślił się imienia twórcy. Odtąd wydawano poemat pod imieniem Nonnosa. Pewność w tej materii przyniósł dopiero manuskrypt berliński opublikowany w 1907 roku, a pochodzący z VII wieku, gdzie przy fragmentach ksiąg 14-16 podaje się imię Nonnosa, jako autora poematu. Anonimowy epigram z Antologii palatyńskiej (IX 198), przynosi kolejne informacje o poecie, którego imię brzmi jak gaworzenie dziecka („nana” lub „nona”): Nonnos jestem, a miasto Pana jest moją ojczyzną – w Farii ścigałem ostrymi słowy potomstwo Gigantów. Sens tej wypowiedzi wyjaśniają słowa Stafylosa wypowiedziane do Dionizosa w księdze 18: Stań się i ty podobnym do ojca, abym i ciebie obok Kronidy nazwał pogromcą synów ziemi – to jest gigantów właśnie.

## Jego postać
Wymieniona w epigramie ojczyzna Nonnosa – Panopolis (dzisiejscy Achmim w Górnym Egipcie) wydała w V wieku jeszcze dwóch innych poetów: Cyrusa, konsula w 441 roku i Pampreiosa. Według źródeł koptyjskich ludność tamtejsza długo trzymała się pogaństwa i słynęła z czarodziejstwa.
Na podstawie Dionysiaków (ks. 41) przyjmuje się, że poeta przebywał, może na studiach, w Berytos. O autopsji świadczy też opis Tyru (ks. 40, 311 i n.). Większą jednak część życia spędził w Aleksandrii, gdzie napisał swój poemat (ks. 1, 131) i gdzie najprawdopodobniej odebrał staranne wykształcenie. Na podstawie naśladownictwa trzeba mu przypisać znajomość Homera, Hezjoda, Pindara i trzech tragików, a także Arata, Apolloniusza Rodyjskiego, Kallimacha, Likofrona, Euforiona, Nikandra, Partheniosa, Antypatra z Sydonu, Doroteusza (poemat astrologiczny), Oppianów (poematy orfickie). Z prozaików: Herodota, Platona, Achillesa Tatiosa, z autorów łacińskich: Owidiusza i Klaudiana. O znajomości medycyny świadczy opis szaleństwa Athamasa (ks. 10, 4).

## Religia Nonnosa

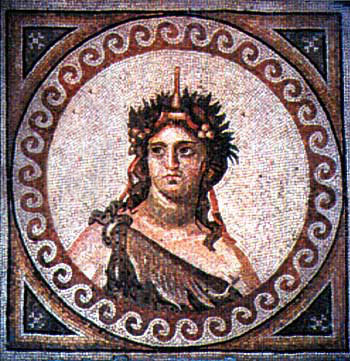
Dionizos. Mozaika z Antiochii. II-III w.

Sercem religii Nonnosa jest kult Dionizosa. Modli się do niego w duchu platońskiej religii solarnej. Jest przekonany o skuteczności misteriów dionizyjskich, czarodziejskich zamawiań i hymnów, horoskopów, tajemnych roślin i kamieni. Stawia go to w rzędzie ostatnich obrońców religii pogańskiej i przeciwników chrześcijaństwa.
Wśród pism Nonnosa zachowała się oprócz epopei o Dionizosie, Metabola, będąca parafrazą Ewangelii świętego Jana. Jej autor jest chrześcijaninem i dobrze orientuje się w teologii chrześcijańskiej. Autorstwo Nonnosa, potwierdza oprócz tradycji, technika wiersza, styl, powtarzanie zwrotów, a nawet całych wierszy z Dionysiaków. Echa ówczesnych sporów teologicznych, pobrzmiewających w Metaboli, pozwalają datować działalność Nonnosa na połowę V wieku. Sam fakt napisania utworu każe badaczom przypuszczać, że Nonnos pod koniec życia przeszedł na chrześcijaństwo.

## Historia Dionizosa

### Treść epopei
Swoją opowieść rozpoczyna poeta od Kadmosa, szukającego porwanej siostry Europy i zapowiada, że oprócz historii Bakchosa, opowie w swym poemacie różne inne mity. Kadmos poszukujący swej siostry dowiaduje się, od żeglarza achajskiego, że ten widział płynącą na byku dziewczynę. Następnie trafia do kraju Arimów, gdzie Tyfon ukrył ukradziony Zeusowi piorun. Opowiedziawszy tę historię, Nonnos ukazuje scenę miłosną pomiędzy bykiem-Zeusem a Europą, po czym przenosi ojca bogów do kraju Arimów. Tam Zeus obietnicą małżeństwa z Harmonią skłania Kadmosa do odwrócenia uwagi Tyfona od groty z piorunem. Zeus odzyskuje swą broń i stacza zwycięską walkę z Tyfonem (wypełniającą prawie całą księgę drugą). Następnie wysyła Kadmosa do Delf. Ten jednak najpierw udaje się na Samotrakę po Harmonię. Po przybyciu do Grecji zabija smoka, zakłada Teby i poślubia Harmonię (5, 88-189). Teraz następuje opowiadanie o losie córek Kadmosa i Harmonii. Przed opowieść o zamążpójściu czwartej córki, Semeli, wtrąca Nonnos epizod (obejmujący znaczną część księgi piątej i całą szóstą) o pierwszym Dionizosie, synu Zeusa i Persefony, Zagreusie, rozszarpanym przez Tytanów. Po jego śmierci następuje potop. Wówczas na początku księgi siódmej Aion (uosobienie wieczności) prosi Zeusa, by zesłał ratunek dla ludzkości. Zeus łączy się więc z Semelą, by spłodzić zbawcę ludzi. Następuje opowiadanie o narodzinach Dionizosa i jego dzieciństwie, długi epizod o Ino i Atamasie (ks. 9), o uczuciu młodego Dionizosa do Ampelosa, i o wynalezieniu wina (na czym kończy się księga dwunasta).

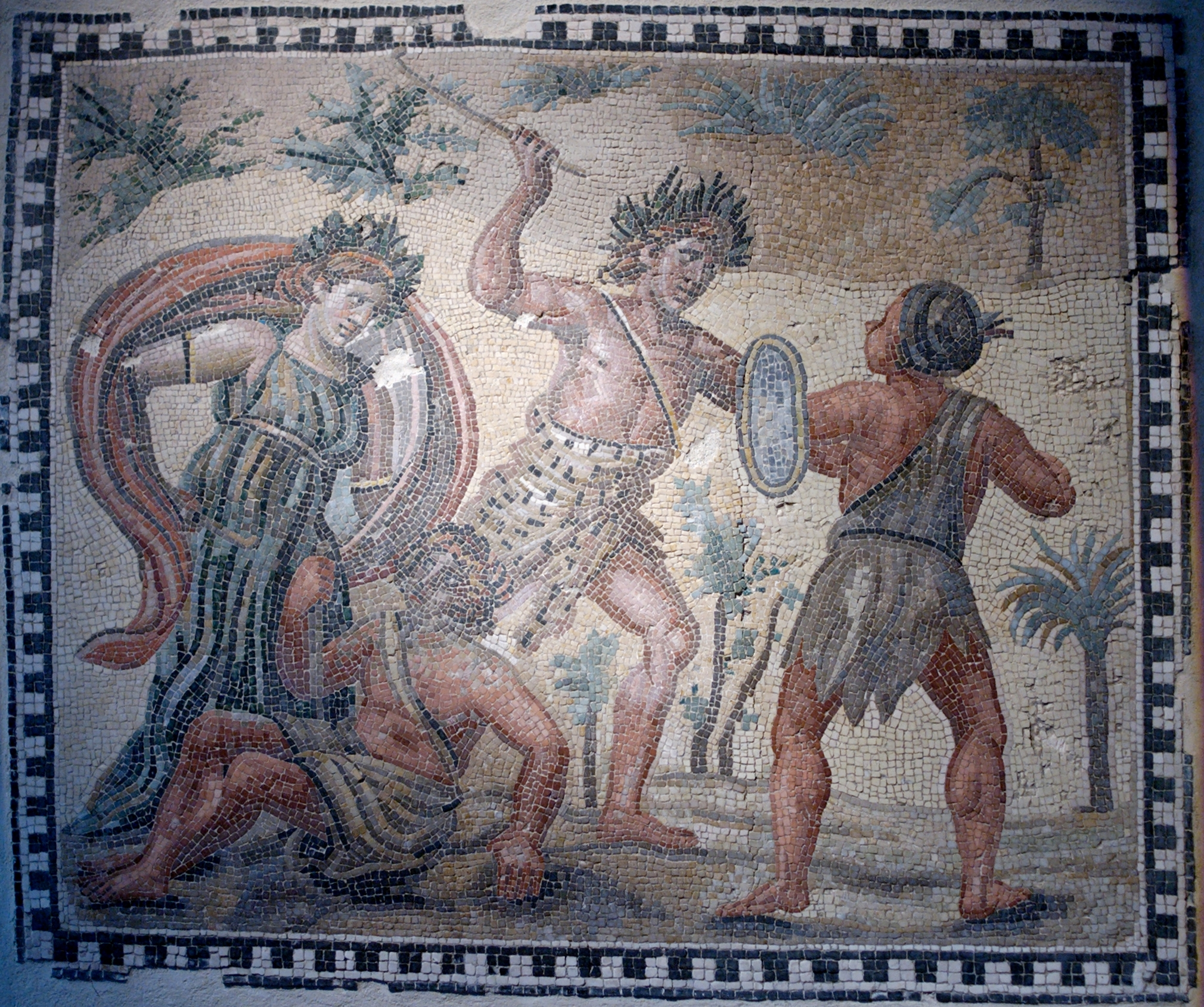
Walka Dionizosa z Hindusami. Mozaika podłogowa z Tusculum. IV w.

W kolejnych dwunastu księgach (13-24) poeta opisuje wyprawę Dionizosa do Indii, podjętą na polecenie Zeusa w celu podbicia bezbożnych Hindusów, a więc w celu misyjnym. Księga 25 zapowiada szczegółowe przedstawienie siódmego roku wojny. Dionizos oczekując na nowe wypadki wojenne, każe sobie sporządzić zbroję. Opis tarczy zajmuje resztę księgi 25. Działania wojenne podejmuje skuszony we śnie Deriades, któremu pokazuje się Atena pod postacią Orontesa. Opis wojsk Deriadesa zajmuje resztę księgi 26. W bitwie, przerwanej jak w Iliadzie, ranę odnosi ulubieniec Dizonizosa, Hymenajos (ks. 29, 15-178). Następnego dnia odznacza się indyjski wódz Herrheus (ks. 30, 1-127) i ginie Hindus Tektefos (ks. 30, 127-230). Za sprawą podstępu Hery, Dionizos popadł w szaleństwo (jak Herakles w tragedii  Eurypidesa), ale został uleczony mlekiem. Przychodzi do ostatniej bitwy z Deriadesem, połączonej z walką bogów (ks. 36, 3-133) i bitwą morską (ks. 36, 399-475). Deriades ginie w pojedynku z Dionizosem (ks. 40, 1-100). Opłakuje go hinduska księżniczka (ks. 40, 101-251). Dionizos przekazuje władzę nad podbitym krajem Hindusowi Modajosowi, rozdziela łupy i odprawia wojska sprzymierzonych do ojczyzny.
W ostatnich ośmiu księgach opisuje poeta powrót boga do Frygii. Podczas swojego pierwszego tam pobytu odwiedza Dionizos Tyr i Beryt i stara się o rękę córki Afrodyty, Berroe. Ulega jednak w bitwie morskiej Posejdonowi (ks. 41-43). Po przybyciu do Europy przeżywa w Tebach przygodę z Penteuszem (ks. 44-46). Potem gości w Attyce u Ikariosa, na Naksos poślubia porzuconą przez Tezeusza, Ariadnę, w Argos walczy z Perseuszem, w Tracji z Gigantami i z Palleną. Za kolejnym pobytem we Frygii odwiedza Aurę, która porodziła mu syna Iakchosa. Po czym zostaje wzięty na Olimp.

### Kompozycja
Sześć początkowych ksiąg eposu opowiada historię dziadka Dionizosa Kadmosa, jego córki, a matki boga, Semeli i ojca bogów, Zeusa. Bohater epopei rodzi się w księdze siódmej i przez kolejne sześć ksiąg autor opowiada o jego dzieciństwie i młodości. Ze względu na to, że głównym jego osiągnięciem w tym okresie jest wynalezienie wina, czyn niezbyt wzniosły, jak na zbawcę ludzkości, w trzynastej księdze Zeus poleca mu podbić ziemie bezbożnych Hindusów, za co zostanie ubóstwiony i wyniesiony na Olimp. Zważywszy, że Dionizos już po swoim ubóstwieniu szerzył swój kult w Azji i Grecji, karząc opornych Beotów, sam pomysł wydaje się kryć niemałe możliwości. Autor nie idzie jednak zupełnie tym tropem. Wyprawa Dionizosa jest zwyczajną ekspedycją wojenną, wzorowaną bardzo silnie na Iliadzie. Dionizos zostaje wprawdzie w końcu ubóstwiony przez Zeusa, ale dzieje się to niejako na marginesie epopei.

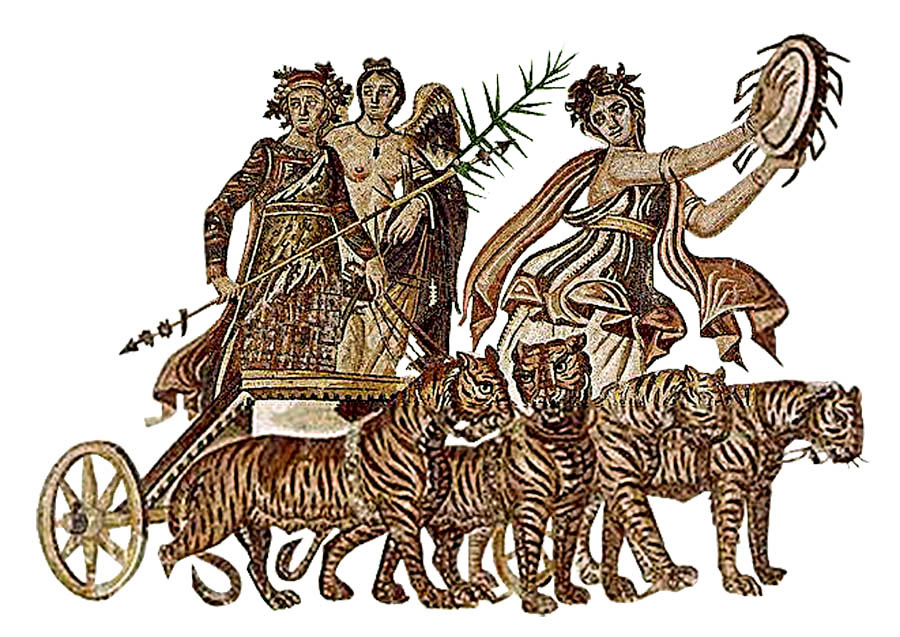
Triumfalny powrót Dionizosa. Mozaika tunezyjska z Susy. 200 A. D.

Rozrastanie się głównego wątku opowieści w szereg epizodów szkodzi jedności utworu. Ponadto jedynie księgi od 1 do 10 zostały przez autora w pełni opracowane i poprawione. W kolejnych tekst epopei wyraźnie nie został przez poetę wygładzony i wykończony. Skoro po epopei Nonnos napisał jeszcze wspomnianą wyżej Parabolę, przyczyną tego nie mogła być śmierć poety. Przypuszcza się raczej jakiś rodzaj zobojętnienia twórcy wobec tematu, być może z powodu rozmiarów poematu i trudu, który musiał weń włożyć.
Główną przyczyną braku harmonii poematu jest jednak sama metoda pisarska Nonnosa. Poeta maluje każdą opisywaną scenę jak najjaskrawszymi barwami. Ta przesada w obrazowaniu rozmywa wyrazistość poszczególnych epizodów, tym bardziej, że związek pomiędzy nimi jest jedynie zaznaczony krótkimi streszczeniami mitu, znanego czytelnikowi ze szkolnej ławy. Nadaje to całemu utworowi charakter niezwykłego pośpiechu i rozedrgania, orientalny bardziej niż klasyczny, choć niewątpliwie mieszczący się w nurcie poezji późnego hellenizmu.

## Parafraza Ewangelii
Na wybór przez Nonnosa tego tematu mogło wpłynąć pewne podobieństwo bohaterów obydwu utworów. Nonnos przedstawił Chrystusa jako Pana stworzenia, który kieruje rydwanem słonecznym i jest Bogiem potężniejszym od samego Dionizosa. Również biblijną historię uzdrowienia niewidomego od urodzenia przedstawia Nonnos jako bardziej spektakularną od podobnego uzdrowienia, dokonanego przez Dionizosa (ks. 25, 281 i n.). Nonnos nie trzyma się wiernie tekstu biblijnego, pozwalając sobie na uzupełnienia i świadome opuszczenia.

## System wersyfikacyjny Nonnosa
Zanik iloczasu w języku greckim poczynając od IV wieku spowodował, że dotychczasowy heksametr iloczasowy z dynamicznym akcentem i prawie bez różnic iloczasowych w głoskach akcentowanych i nieakcentowanych (prawie gdyż w istocie głoski akcentowane były wymawiane minimalnie dłużej) upodabniał się do prozy, i to nierytmicznej. Próbując temu przeciwdziałać, Nonnos podjął starania, by akcent wierszowy uzgodnić z wyrazowym, to jest tak dobierać wyrazy, by sylaby metrycznie długie były zarazem sylabami akcentowanymi. Powodowało to wiele ograniczeń w budowie heksametru. Między innymi syllaba biceps (długa pokrywająca się z dwiema krótkimi) musiała być wypełniona zgłoską akcentowaną, stąd przy cezurze męskiej, między dwoma stykającymi się stopami leży u Nonnosa zawsze biceps dwuzgłoskowa. Poeta stale akcentuje przedostatnią zgłoskę wiersza. Wiersze z cezurą męską uzupełnia o dodatkową cezurę po 4. longum (dawna sylaba długa, odtąd również akcentowana). Nie dopuszcza końca wyrazu po 5. longum. Wyklucza spondej w piątej stopie, jak i następstwo po sobie dwóch spondejów, chyba że przedzielonych cezurą męską. Specjaliści naliczyli 19 tego typu rozmaitych ograniczeń. Czynią one pisanie tego typu wierszem niezwykle skomplikowanym, a sam wiersz ze względu na przewagę daktyli nad spondejami – monotonnym.

## Styl i język

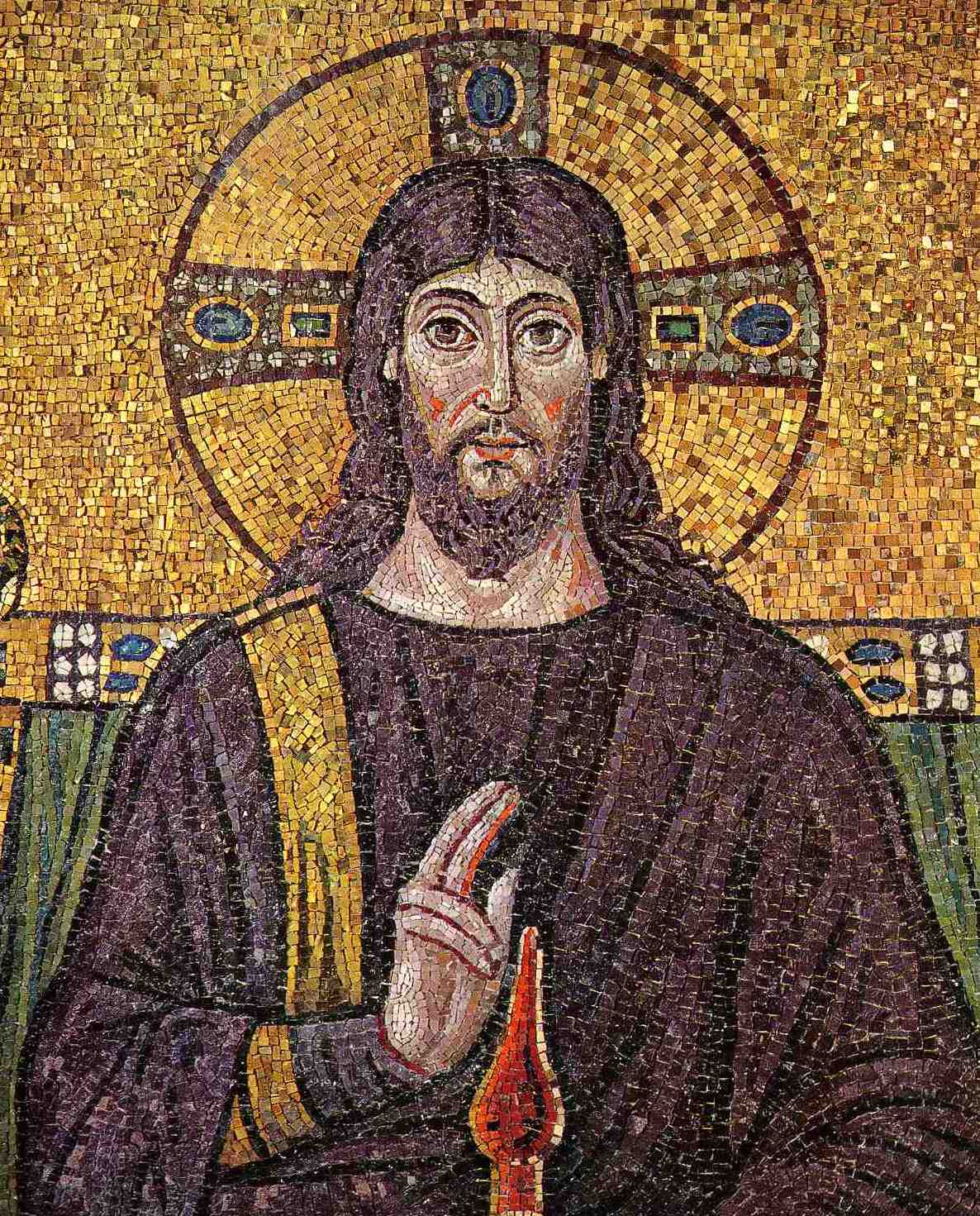
Chrystus Pantokrator. Mozaika z San Apollinare Nuovo. Rawenna. VI w.

Styl Nonnosa charakteryzuje się obfitością epitetów. W tekście rzadko występują rzeczowniki bez epitetu, a często jednemu rzeczownikowi towarzyszą dwa, a nawet trzy epitety, przy czym w funkcji przymiotników występują imiesłowy, które wraz z określeniami zajmują cały wiersz. Najczęściej epitety są umieszczane przed rzeczownikami, a wiersze mają na początku dwa epitety i rzeczownik na końcu. Porównań używa Nonnos bardzo oszczędnie, natomiast lubuje się w asonansach, aliteracjach i wszelkich efektach dźwiękowych.

## Wpływ Nonnosa
Szereg poetów V i VI wieku czerpało od Nonnosa nie tylko sformułowania ale i technikę wersyfikacyjną: Pamprepios, Chrystodor z Koptos, Jan z Gazy, Agatiasz Scholastyk, Kolutos, Muzajos. Ostatnim poetą piszącym heksametrem nonniańskim był tworzący w VII wieku Jerzy Pizydes.
Najdawniejszy cytat z eposu o Dionizosie znajduje się u Agatiasza w drugiej połowie VI wieku (Historia 4, 29 i n.). Kolejny pochodzi z XII wieku i znajduje się u Eustacjusza. W XIII wieku tekst eposu przepisał Planudes. Jego kodeks przywiózł w 1423 roku do Italii Francesco Filelfo. Dwa stulecia później Giambattista Marino (1569–1625) przeczytawszy Dionysiaka uległ ich wpływowi. Jego Adone (1623) wykazuje zależność od poematu zarówno w stylu jak i w motywach. Tak po stuleciach najbardziej „barokowy” z poetów starożytnych stanął u kolebki marinizmu.